# Tehuacán
Tehuacán – miasto w Meksyku i siedziba gminy o tej samej nazwie w stanie Puebla. Jest to drugie co do wielkości miasto w tym stanie po stolicy o tej samej nazwie. Leży w południowo-wschodniej części stanu w dolinie Tehuacán, w pobliżu granic z Oaxaca i Veracruz. W 2005 roku miasto to zamieszkiwało 260 923 osób.
Rejon obecnego miasta był zamieszkały już w czasach prekolumbijskich przez rdzennych mieszkańców a od 1660 roku stał się oficjalnym miastem Nowej Hiszpanii. Amerykański archeolog Richard MacNeish po odkryciu w jednej z jaskiń (Cave of Coxcatlan) bardzo starego składu 10 000 sztuk kolb kukurydzianych podaje, że dolina Tehuacán jest najstarszym miejscem uprawy kukurydzy jaki kiedykolwiek odkryto. W ubiegłym wieku w mieście i w okolicy bardzo rozwinął się przemysł tekstylny, działający w systemie „Maquiladora”, jednak jego upadek w latach 90. spowodował w tym rejonie katastrofalne bezrobocie.